# 志村屋です。
『志村屋です。』（しむらやです）は、フジテレビ系列で2008年4月9日から2010年4月7日まで毎週木曜日 1:08 - 1:38（水曜深夜、JST）に放送されていた、お笑いバラエティ番組。 志村けんの冠番組。イザワオフィス制作。全96回。

## 番組概要
今までの志村の水曜深夜番組と大きく変わり、出演陣にハリセンボンなどを迎えて新たなスタートとなった。
番組全体としては、内容の多くが前番組『志村けんのだいじょうぶだぁII』を継承している。
2008年7月24日に発生した岩手県沿岸北部地震に関連して7月24日は『FNN報道特別番組』放送のため休止。
2008年9月17日は、だんごのしむら屋・傑作コントの名場面を集めたスペシャル版を初放送。以降は凡そ3ヶ月（1クール）に1度の割合で放送された。
2008年9月24日は、1時間拡大スペシャルを放送。だんごのしむら屋の総集編・傑作コント拡大版など。
2008年12月3日放送からデジタル放送ではハイビジョン制作となり、同時に音声もモノラル放送からステレオ放送へ移行。「志村屋です。」のタイトルバックのイラストが若干変更された。フジテレビでは2009年4月8日放送から、アナログ放送において上下に黒帯を付加してのアスペクト比16:9レターボックスでの放送になった。
2009年10月14日放送より、オープニングの変更・提供クレジットの省略など、番組全体構成が変更となる。詳細は以下の通り。
- 2009年9月以前
  - 開始時：「志村屋です。」タイトルバック→提供クレジット→CM→「だんごのしむら屋」タイトルバックが入り本編開始
  - 終了時：後半のコーナー→エンディング→CM→提供クレジット→ENDクレジット
- 2009年10月以降
  - 開始時：「志村屋です。」タイトルバック→「だんごのしむら屋」本編（開始直後に提供クレジットを右下に表示）
    - 「だんごのしむら屋」のタイトルバックが無くなり、「志村屋です。」のタイトルバックのジングルBGMが「だんごのしむら屋」タイトルバックのものに変わる。

  - 終了時：後半のコーナー（終了直前に提供クレジットを右下に表示）→エンディング→ENDクレジット

2017年5月よりファミリー劇場にて再放送された。

## だんごのしむら屋
番組前半に放送される、メイン企画であるコメディコント。
実質的には前深夜番組の『志村通』及び『志村けんのだいじょうぶだぁII』で放送されたコメディドラマ「志村運送物語」（以下：前作）の引継ぎであり、舞台のセットなどは前作とほぼ同じ構成、タイトルバックの映像部分も前作のタイトルで使用していた同じ荒川の映像が引き続き使用された（このタイトルバックは前述通り2009年9月まで使用された）。一部前作と同じようなネタのコントが放送されていることから、台本に関しても部分的に再構成しているものと思われる。BGMにはヤッターマン（第2作）のBGMが使われることがある。
開始当初は『志村通』時代の前作と同様、タイトルバックの後にプロローグのナレーションとキャスト紹介がされていたが、2008年5月7日放送分より省略され、前番組時代の前作と同様にタイトルバックのみとなっている。
浅草の下町の商店街を舞台とし、だんご屋「しむら屋」を中心に、向かいの食堂「定食屋肥後」（夜間は「居酒屋肥後」となる）とアパート「根本荘」（外観のみ）で様々なコントを繰り広げる。
基本的に構成のパターンは決まっていないが、前作同様
「しむら屋」内でのコント→「定食屋肥後」内でのコント→再度「しむら屋」内でのコント
というパターンになることが多い。
上島や肥後と同じダチョウ倶楽部の仲間である寺門ジモンは前作同様、一度も出演していないが、名前のみ使われネタにされる場合がある。
志村が園長を務める「天才!志村どうぶつ園」に相葉雅紀が飼育係として出演している関係か、「志村屋」内で彼を含めた嵐のメンバーの誰かがやはり名前のみ使われネタにされることもある。

### 出演者・役構成
作品内では出演者の芸名と役名はほぼ同じであると見て良い。
ただし、優香の場合はフルネームが「志村優香」、春菜の場合は「肥後春菜」となる。
志村けん
しむら屋の主人。三代続いた団子屋を妻と共に切り盛りしている。典型的な中年男性で、もの忘れをしたり、残尿でズボンを汚したり、竜兵や克広とキャバクラなどに飲みに行き、妻・優香の目を盗んで知り合った女とこっそり会って遊んだりしていることがよくある。その浮気行為は全て、所持品（特に出掛けた先の店で働くホステスの名刺）や肥後夫婦の夫婦喧嘩における克広の発言の中で発覚してしまい、これに激怒した優香に叱られてしまうというパターンがその際の定番である。竜兵にお金をせがまれ、いつも貸してしまうが、回を重ねるごとに竜兵が来ると金せびりとみなし、ぞんざいに扱うようになる。竜兵が「こんにちは」と言っただけで「帰れ」と言ったこともある。
優香
しむら屋の主人の妻。常に店の売り上げを考えている。夫・けんの浮気には常に悩まされており、それがきっかけで夫婦喧嘩になることもしょっちゅうある。本人曰く、「（けんとは）恋愛結婚だったため自分達夫婦にはお見合いの経験がない」らしい。浮気を含めたけんの道楽行為を快く思っていない優香だが、けんに隠れて服や貴金属類を何万円分も買い込むことがある。
小林恵美
しむら屋の店員。けんを「旦那さん」、優香を「奥さん」と呼んでいる。資格マニアで数々の資格を持ち、常に新しい資格を取得するべく勉強中である。志村屋に住み込みで働いており、事実上家族同様の扱いを受けている。志村、優香夫妻を「バカ夫婦!」と罵倒したり、「くだらねえ事でいつまでも喧嘩してんじゃねえぞ!」とキレたりして志村、優香を驚かす事もしばしば（台本の都合からか、欠場した回もある）。
肥後克広
定食屋肥後の大将。けんの幼馴染。結婚生活8年目である妻の春菜と共に定食屋肥後を切り盛りしている。アルバイトの恵里香をこき使う等前作「志村運送」からキャラをほぼ継承しており、妻・春菜の目を盗んではけんや竜兵と一緒にキャバクラやパチンコなどに出掛けることがあり、そこで知り合った女とこっそり会って遊んだりしていることがよくある。それらの浮気行為を含めた生活態度が原因で春菜と夫婦喧嘩することがしょっちゅうあるが、最終的には仲直りして終わっている。春菜との喧嘩における自身の発言がきっかけでけんの過去の浮気行為全てが芋づる式に発覚し、これに激怒した優香が「あなた、ちょっといらっしゃい」と言ってけんの首筋をつかんで団子屋へ連れて帰るというパターンが定食屋関連のストーリーの中で定着している。その後けんが無事だったかどうかは定かではない。
近藤春菜
定食屋肥後の大将の妻。人が良いが、恵里香にキレたりと中々癖のある人物。面倒見が良い面もあり、慕われている。夫婦喧嘩が絶えないが必ず仲直りして終る。また、夫の克広や姉のはるかに体型や容姿のことを小馬鹿にされることがある。
谷澤恵里香
定食屋肥後・アルバイト。普段は椅子に座って漫画を読んでいるが、時々「猫の金玉!」「うんことうんちってどう違うんですか?」等と突拍子の無い事を言い、怒られる事もある。克広・春菜よりも料理が上手いため、定食屋肥後の赤字を無くそうと自らアルバイトを辞めることを提言したこともあるが、2人に止められている（2人は「恵里香ちゃんが辞めたら本当につぶれる」と言っている）。
上島竜兵
根本荘の住人。いつもけんに金の無心をしに来たり、克広に食事をせがんだりしている。定職に就かず、アルバイトをしながら職を探している（恵美や子供からも金を借りる程）。しかし最近は色々とアルバイトをして本気で職を探そうとしている模様。また、けんや克広と一緒にキャバクラやパチンコ、競馬などに行くことが楽しみの1つでもある。
箕輪はるか
春菜の姉、根本荘の住人で上島の隣人。上島とはよく喧嘩する。団子屋の常連客。職業は不明。妄想癖があり、謎多き人物。志村が身の上話を訊いても応えない。怒ると一斗缶を蹴飛ばす。あと、失敗はしているものの何度かお見合いの経験がある。また、妹・春菜と喧嘩になる時は、大抵は体型を引き合いに出している。2009年5月13日 - 7月29日放映分は肺結核の病気療養中の為欠場した。なお作中では入院中という設定だった。
※ 前作から引き続き出演している志村・優香・肥後・上島の役設定は、一部を除き前作から変わっていない部分が多い。

#### ゲスト出演
当コントになってから、不定期でゲストが出演するようになる（前作ではスペシャルのみ出演した程度であった）。
これまでに下記のゲストが出演した。
ジェロ
2008年7月2日の放送で本人役としてゲスト出演、デビュー曲「海雪」を熱唱。
その後はお客としてしむら屋に来店、レギュラーメンバーとのフリートークとなり、通常のコントとは違う構成であった。
はるな愛
2008年7月30日の放送で、上島が告白した女性役としてゲスト出演した。
原史奈
2009年3月4日の放送で、上島が付き合っている女性の友人役としてゲスト出演した。
ノッチ
2009年7月1日の放送で、ゲスト出演した。
U字工事
2009年7月8日の放送で、栃木から来た学校の先生役としてゲスト出演した。
松村邦洋
2009年7月22日の放送で、区民会館への道を尋ねる役としてゲスト出演した。
ぶらり途中下車の旅、掛布雅之、ビートたけし、高見盛、野村克也、西田敏行などのものまねを披露。
ナイツ
2009年9月2日の放送で、しむら屋に来店したセールスマン役としてゲスト出演した。
猫ひろし
2009年9月2日の放送で、しむら屋に来店した人の役としてゲスト出演した。竜兵と背比べをした。

### スペシャルでの初放送
実際は当番組開始前に、2008年3月25日放送『志村けんのだいじょうぶだぁ笑い一番!春一番!!SP』内にて、このコントの第一回目が放送されている。同スペシャルの前半、約1時間にわたり放送された志村と優香の結婚式のコントは、この「だんごのしむら屋」のストーリーの一部で、その三年後という設定で第一回目に繋げた。コントの最後に「下着泥棒騒動の巻」とサブタイトルが表示されていた（当番組で放送された作品については、サブタイトルは設定されなかった）。「だんごのしむら屋」としては唯一の全国ネットのプライムタイムでの放送であった。

## 志村診察室
志村と優香が患者（グラビアアイドル）を診察するトークコーナー。
基本的に前番組からの大きな変更点は見られない。細かな変更点は志村自らが小型カメラで撮影をしなくなったなど。

### ゲスト一覧
2008年
- 4月10日　みづきあかり （旧芸名・美月あかり）
- 4月17日　高橋りか
- 4月24日　稲生美紀（上島竜兵が好きなタイプと本人が自ら明らかにした）
- 4月30日　南菜々子
- 5月14日　シーナ茜（「だんごのしむら屋」にもお客さんや通行人で出演）
- 5月28日　細野美紅
- 6月 4日　春山りお
- 6月11日　蒼井ゆきな
- 6月18日　吉田晃子
- 6月25日　松林菜々見（志村けんと同じ東村山市出身）
- 7月 9日　小嶋じゅん
- 7月16日　井上舞妃子
- 8月13日　岡田真由香/潤音（コーナー初の2人出演、真由香が姉・潤音が妹の姉妹）[1]
- 10月 8日 滝ありさ
- 10月22日 いとうあこ
- 11月19日 谷麻紗美
- 11月26日 瀬尾秋子
- 12月 3日 KONAN
- 12月10日 河中あい
- 12月17日 多田あさみ

2009年
- 1月14日　飯田順子
- 1月28日　松金ようこ
- 2月 4日　寺岡アヤ
- 2月11日　岡本果奈美
- 2月25日　松岡奈波
- 3月 4日　石井寛子
- 3月11日　永作あいり
- 3月18日　松坂南
- 4月 8日　神田めぐ美
- 4月15日　桜木佑香
- 4月22日　田中涼子
- 4月29日  一双麻希
- 5月6日　 加藤悠
- 5月13日　福永愛実
- 5月20日　森はるか
- 5月27日　清水ゆう子
- 6月3日 　柏木美里
- 7月29日　疋田紗也
- 8月 5日　鈴木涼子
- 8月26日　桃瀬美咲（後番組『志村軒』にレギュラー出演）
- 9月 9日・16日　安東歩華（コーナー初の2週連続放送）
- 9月23日・30日　名場面集
- 10月21日　手島優
- 10月28日　岬はる香
- 11月 4日　香島アヤ
- 11月11日　小泉麻耶
- 12月 2日　川崎希

2010年
- 1月13日　藤堂さわこ
- 1月20日　永瀬麻帆
- 1月27日　立花麗美
- 2月 3日　本山香苗
- 2月10日　菊地亜美（アイドリング!!!16号） - 番組では「菊池亜美」と誤って紹介された。

## その他のコーナー
番組後半は以下のコーナーが放送された。こちらも内容のほとんどが前番組『志村けんのだいじょうぶだぁII』の引継ぎである（各コーナーのその他の詳細についてはその他のコーナーを参照）。「だんごのしむら屋」の放送時間等の都合により、これらのコーナーが同日に全て放送されることは少なく、いずれかが放送される点も前番組とほぼ同様。2010年2月17日放送分以降、番組後半はだんごのしむら屋の「爆笑!!名場面特集」となり、これらのコーナーは先に放送終了となった。

### 寝室でのトーク
志村と優香が寝室でフリートーク。前番組では二人で収録後のこぼれ話などをしていることが多かったが、当番組になってからは、志村イチ押しの珍しいグッズ・食材などを紹介するようになり、食材に関しては試食シーンなどが『志村通』で放送されていた健康レシピを紹介するトークコーナーを思わせるような内容で、両者のトークコーナーを合わせたような形式となったが、放送回数は少なく、2009年以降全く放送されなかった。

### 傑作コント
開始当初は放送されなかったが、2008年5月7日放送分から放送されるようになった（前番組にあった寝室でのトークの最後に志村がテレビをつけ開始する演出は省略）。コントは前番組に引き続き、過去の志村の水曜深夜番組のものを放送しており、前番組で再放送されたものと同じコントも再度再放送をしていた。

## エンディング曲
スタッフロールと共にミュージック・ビデオが流され、曲名、アーティスト名、レーベルがクレジットされた。
|    | 使用期間                                            | 曲名                                     | アーティスト名                        | レーベル                        |
| -- | --------------------------------------------------- | ---------------------------------------- | ------------------------------------- | ------------------------------- |
| 1  | 第1回（2008年4月9日） - 第4回（2008年4月30日）      | その瞬間 贈る花束を                      | chariots                              | UNDER CODE PRODUCTION           |
| 2  | 第5回（2008年5月7日）・第6回（2008年5月14日）       | GIRLS STYLE                              | 稲森寿世                              | avex trax                       |
| 2  | 第7回（2008年5月21日）・第8回（2008年5月28日）      | GIRLS STYLE（SHIBUYA GIRLS VERSION）     | 稲森寿世                              | avex trax                       |
| 3  | 第9回（2008年6月4日） - 第12回（2008年6月25日）     | 二人三脚                                 | misono                                | avex trax                       |
| 4  | 第13回（2008年7月2日） - 第16回（2008年7月30日）    | ウェイト・フォー・ユー                   | エリオット・ヤミン                    | レーベル表記無し                |
| 5  | 第17回（2008年8月6日） - 第20回（2008年8月27日）    | Treasure                                 | 飛輪海                                | PONY CANYON                     |
| 6  | 第21回（2008年9月3日） - 第24回（2008年9月24日）    | 真夏のMemory...feat.Foxxi misQ           | Clench & Blistah（クレンチ&ブリスタ） | Venus-B/KING RECORDS            |
| 7  | 第25回（2008年10月8日） - 第28回（2008年10月29日）  | I believe                                | faith                                 | Venus-B/KING RECORDS            |
| 8  | 第29回（2008年11月5日） - 第32回（2008年11月26日）  | 7シングス                                | マイリー・サイラス                    | ©Hollywood Recoeds, inc.        |
| 9  | 第33回（2008年12月3日） - 第35回（2008年12月17日）  | 悲しみがとまらない                       | 稲垣潤一＆小柳ゆき                    | ユニバーサルミュージック        |
| 10 | 第36回（2009年1月7日） - 第39回（2009年1月28日）    | KISS ～恋におちて...冬～                 | MAY'S                                 | Venus-B/KING RECORDS            |
| 11 | 第40回（2009年2月4日） - 第43回（2009年2月25日）    | 君となら絶好調                           | 光上せあら                            | avex trax                       |
| 12 | 第44回（2009年3月4日） - 第47回（2009年3月25日）    | Happy Life 〜明日に向かって〜            | 島崎和歌子                            | NAYUTAWAVE RECORDS              |
| 13 | 第48回（2009年4月8日） - 第51回（2009年4月29日）    | クラック・ザ・シャッターズ               | スノウ・パトロール                    | ユニバーサル インターナショナル |
| 14 | 第52回（2009年5月6日） - 第55回（2009年5月27日）    | ありがとう                               | Honey L Days                          | avex trax                       |
| 15 | 第56回（2009年6月3日） - 第59回（2009年6月24日）    | 終わりなき旅 feat. AJ                    | CLIFF EDGE【クリフエッジ】            | Venus-B/KING RECORDS            |
| 16 | 第60回（2009年7月1日） - 第64回（2009年7月29日）    | Alone 〜君に伝えたくて〜 with MAYO       | クレンチ&ブリスタ                     | Venus-B/KING RECORDS            |
| 17 | 第65回（2009年8月5日） - 第73回（2009年9月30日）    | アリガトウ                               | ソナーポケット                        | ユニバーサル シグマ             |
| 18 | 第74回（2009年10月14日） - 第76回（2009年10月28日） | うる星やつらのテーマ〜ラムのラブソング〜 | misono                                | avex trax                       |
| 19 | 第77回（2009年11月4日） - 第80回（2009年11月25日）  | SA・YO・NA・RA 〜君を忘れないよ〜        | CLIFF EDGE【クリフエッジ】            | Venus-B/KING RECORDS            |
| 20 | 第88回（2010年2月3日） - 第95回（2010年3月24日）    | BRAVE HEART feat. 西野カナ               | NERDHEAD(ナードヘッド)                | VILLAGE AGAIN                   |
| 21 | 第96回（最終回）（2010年4月7日）                    | オー・マイ・メモリー                     | Smiles                                | CHOZEN MUSIC                    |

- 使用期間はフジテレビ基準。
- 第81回（2009年12月2日） - 第87回（2010年1月27日）の期間は、志村けんのだいじょうぶだぁDVD-BOXの宣伝などが入り、エンディング曲は使用されなかった。

## スタッフ
- 作・構成：朝長浩之
- 音楽：たかしまあきひこ
- カメラ：藤江雅和
- SW：小林光行
- 音声：松本政利
- 映像：原 啓教
- 照明：野崎政克
- 美術制作・進行：山根安雄
- デザイン：根本研二
- 大道具：宮越 浩
- 装飾：菊池 誠
- 持道具：網野高久
- 衣装：佐藤孝二
- メイク：佐藤恭子
- 電飾：宇塚敏明
- 編集：轟 貞治（D-Craft）
- MA：大塚 大
- 音響効果：戸辺 豊
- 技術協力：ニユーテレス、IMAGICA、FLT
- 制作協力：エスカンパニー、エクシーズ、ゼブラカンパニー
- 編成：松崎容子
- TK：増山郁子
- 演出補：長谷吉洋
- 演出：戸上　浩・小倉　肇（エクシーズ）
- プロデューサー：井澤 健
- 企画制作：イザワオフィス

## ネット局と放送時間
| 放送対象地域 | 放送局             | 系列           | 放送日時                   | 備考        |
| ------------ | ------------------ | -------------- | -------------------------- | ----------- |
| 関東広域圏   | フジテレビ         | フジテレビ系列 | 水曜 25時08分 - 25時38分   | 番組配信局  |
| 北海道       | 北海道文化放送     | フジテレビ系列 | 月曜 25時25分 - 25時55分   | 12日遅れ    |
| 山形県       | さくらんぼテレビ   | フジテレビ系列 | 水曜 24時35分 - 25時05分   | 14日遅れ    |
| 岩手県       | 岩手めんこいテレビ | フジテレビ系列 | 水曜 24時45分 - 25時15分   | 14日遅れ    |
| 広島県       | テレビ新広島       | フジテレビ系列 | 木曜 24時35分 - 25時05分   | 15日遅れ    |
| 秋田県       | 秋田テレビ         | フジテレビ系列 | 月曜 25時15分 - 25時45分   | 26日遅れ    |
| 福島県       | 福島テレビ         | フジテレビ系列 | 月曜 24時35分 - 25時05分   | 26日遅れ    |
| 新潟県       | 新潟総合テレビ     | フジテレビ系列 | 水曜 25時30分 - 26時00分   | 36日遅れ    |
| 富山県       | 富山テレビ         | フジテレビ系列 | 水曜 25時40分 - 26時10分   | 50日遅れ    |
| 中京広域圏   | 東海テレビ         | フジテレビ系列 | 月曜 24時40分 - 25時10分   | 6ヶ月遅れ   |
| 福井県       | 福井テレビ         | フジテレビ系列 | 火曜 24時40分 - 25時10分   | 1年33日遅れ |
| 沖縄県       | 沖縄テレビ         | フジテレビ系列 | 金曜 25時50分 - 26時20分   |             |
| 京都府       | KBS京都            | 独立UHF局      | 木曜 23時00分 - 23時30分   | 22日遅れ    |
| 徳島県       | 四国放送           | 日本テレビ系列 | 日曜 10時30分 - 11時00分   |             |
| 青森県       | 青森テレビ         | TBS系列        | 火曜日 24時25分 - 24時55分 | 約9ヶ月遅れ |

- 近畿地域では、系列局の関西テレビがネットしておらず、独立U局が放映する形となっているが、前述のようなスペシャル番組は関西テレビでの放映となっており、番組が連動していない。
- 福島テレビではオープニングの次に入る提供ベースが切られ、本編直前に独自のフィラーで時間をつないでいる。
- 秋田テレビでは2010年3月29日の放送をもって打ち切りとなった。
- 東海テレビでは2010年5月10日の放送（フジテレビ2009年5月放送分）で途中打ち切り。後番組に5月24日より「志村軒」を約1ヶ月遅れで放送開始。
- テレビ西日本では、2010年5月から11月まで土曜日中心に不定期に放送された（プロ野球中継ソフトバンク対広島戦の穴埋めなどで放送）。